# Vliegveld Stadskanaal
Vliegveld Stadskanaal is een vliegveld in Nederland, dat alleen bestemd is voor ultralichte vliegtuigen. Het vliegveld ligt vlak bij het dorpje Vledderveen (iets ten noordoosten van Stadskanaal) in Groningen.
Het vliegveld kreeg de eerste aanwijzing op 14 juli 1961 met als exploitant de NV Philips' gloeilampenfabrieken en mocht uitsluitend voor zakenvluchten voor dat bedrijf met de aan haar toebehorende vliegtuigen gebruikt worden. Het kreeg toen de naam luchtvaartterrein Onstwedde, naar de toenmalige gemeente Onstwedde. Door terugloop van de bedrijfsactiviteiten van Philips wilde men van de exploitatie van het vliegveld af. De gemeente Stadskanaal bedacht dat het vliegveld voor de ontwikkeling van Oost-Groningen belangrijk zou zijn en nam de exploitatie per 3 juni 1977 over. Het vliegveld mocht gebruikt worden door sproeivliegtuigen en overig zakelijk vliegverkeer.
Op 14 juli 1982 is het vliegveld voor alle verkeer gesloten, behalve voor landbouwluchtvaartuigen en, eerst als proef, ulv’s, waarna op 27 januari 1986 de aanwijzing nog meer beperkt werd tot uitsluitend ulv’s. Het terrein werd ingekort tot een perceel van 340 x 135 meter.
Op 26 oktober 1993 werd het vliegveld geprivatiseerd en werd het eigendom van de stichting Luchthaven Stadskanaal.
Op 15 april en 22 april 2006 vonden er twee dodelijke crashes plaats. Op 15 april vloog op het vliegveld een ultralicht vliegtuig tegen een hangar waarbij een vlieger omkwam en een tweede inzittende lichtgewond raakte. Op 22 april stortte een ultralicht vliegtuig na een botsing met de sleep van een reclamevliegtuig neer in een woonwijk van Stadskanaal, waarbij de enig inzittende vlieger om het leven kwam. Hierna verzocht de gemeente Stadskanaal op 24 april 2006 aan de stichting "Luchthaven Stadskanaal" het vliegveldje tot nader order te sluiten. Op 6 mei 2006 werd het vliegveld heropend. Op 11 oktober 2007 werd bekend dat het vliegveld moest sluiten als niet binnen twee weken de veiligheidsvoorzieningen (uitbreiding van brandblusmiddelen)in orde zouden zijn.

## Banen
Vliegveld Stadskanaal beschikt over de volgende start- en landingsbaan:
- 06-24: 500 meter (grasbaan, alleen bestemd voor vliegtuigen met een MTOW van 890kg)
- ICAO-code: EHST